# 圭亞那下臀電鰻
圭亞那下臀電鰻，為輻鰭魚綱電鰻目短吻電鰻科的其中一種，為熱帶淡水魚，分布於南美洲奧里諾科河及亞馬遜河、圭亞那沿岸淡水流域，體長可達10公分，棲息在底中層水域，生活習性不明，可做為觀賞魚。

## 扩展阅读
維基物種上的相關：圭亞那下臀電鰻